# Lyndon B. Johnson National Historical Park
Lyndon B. Johnson National Historical Park är en nationalhistorisk park belägen cirka 80 kilometer väster om Austin i Texas Hill Country, Texas. På området finns bland annat USA:s 36:e president Lyndon B. Johnsons födelseplats, ranch, hem och grav. Eftersom Johnson under sin presidenttid spenderade mycket tid på området kallades det "Texas' Vita huset".
Parken fick namnet Lyndon B. Johnson National Historic Site den 2 december 1969 och blev en nationalhistorisk park den 28 december 1980. Området omfattar ungefär 6,36 kvadratkilometer och familjen Johnson ansluter kontinuerligt nya landområden till parken; senaste gången var i april 1995. Idag består parken av två områden: området kring Johnson City och området kring LBJ-ranchen. I Johnson City finns presidentens barndomshem, hans farföräldrars stuga och parkens besökscenter. Johnson bodde i sitt barndomshem från fem års ålder tills han examinerades från high school 1924. I ranchområdet, som ligger ungefär 23 kilometer väster om Johnson City på norra sidan om Pedernales River i Gillespie County, finns Johnsons ranch och familjegrav.